# Tennille
Tennille es una ciudad ubicada en el condado de Washington en el estado estadounidense de Georgia. En el año 2000 tenía una población de 1.505 habitantes.

## Geografía
Tennille se encuentra ubicada en las coordenadas 32°56′17″N 82°48′38″O / 32.93806, -82.81056 (32.938174, -82.810582).
Según la Oficina del Censo, la localidad tiene un área total de 4,4 km² (1,7 mi²), de la cual 4,4 km² (1,7 mi²) es tierra y 0 km² (0 mi²) (0.00%) es agua.

## Demografía
Según la Oficina del Censo en 2000 los ingresos medios por hogar en la localidad eran de $22,065, y los ingresos medios por familia eran $30,000. Los hombres tenían unos ingresos medios de $30,625 frente a los $19,948 para las mujeres. La renta per cápita para la localidad era de $12,987. 